# 圣路易堂 (慕尼黑)

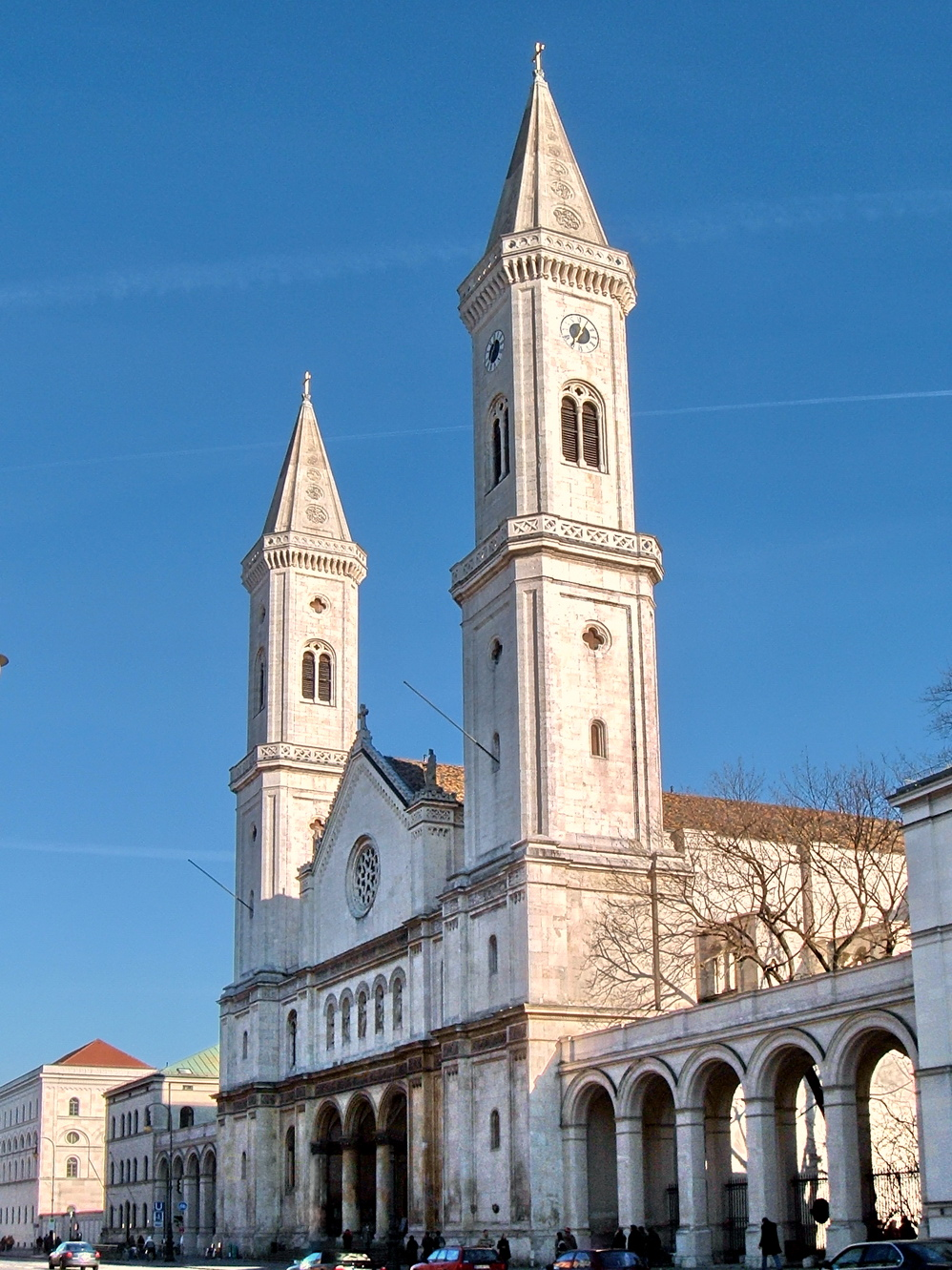
圣路易堂

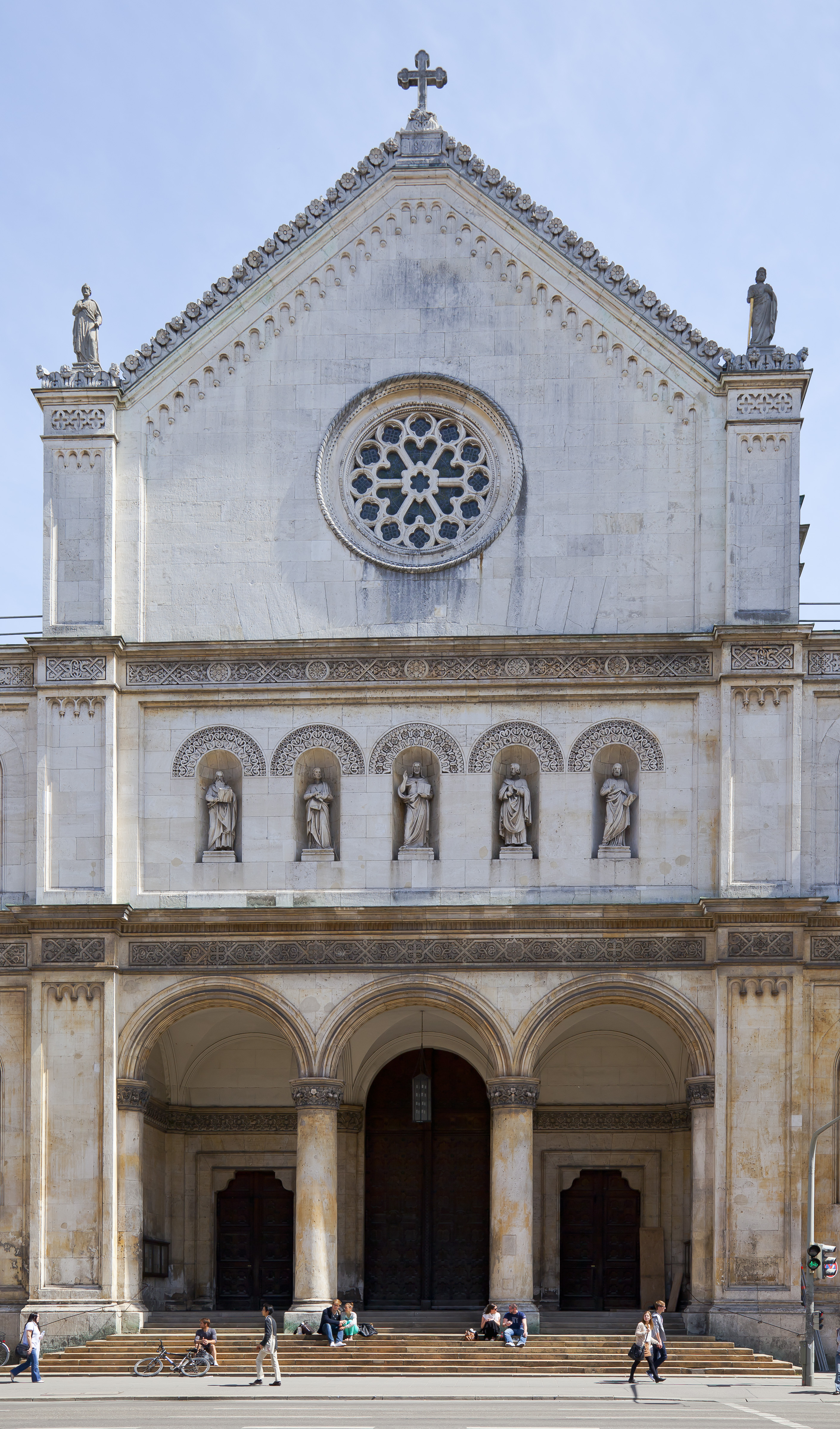
圣路易堂

圣路易堂（Ludwigskirche）是德国慕尼黑一座宏伟的天主教堂，新罗曼式风格，拥有世界第二大祭坛壁画。其圆拱风格（Rundbogenstil）的建筑，曾强烈影响了德国和美国的许多教堂、火车站和犹太会堂。
圣路易堂位于路德维希大街的北段，始建于1829年。其双塔立面，与斜对面的铁阿提纳教堂取得了平衡。
此教堂的壁画为柯内留斯所作。它们也许是近代最重要的壁画作品之一。大型壁画《最后的审判》（1836年至1840年）高达20米，宽12米，其他的壁画如造物主、耶稣诞生、上十字架等也非常巨大。 
这座教堂成为其他许多教堂效法的模型，例如维也纳的Altlerchenfelder Pfarrkirche，纽约布鲁克林的朝圣者公理会（1844年至1846年）是北美洲第一座圆拱风格建筑，随后有纽约曼哈顿的圣公会圣乔治堂和缅因州的鲍登大学礼拜堂。